# Исследование Луны

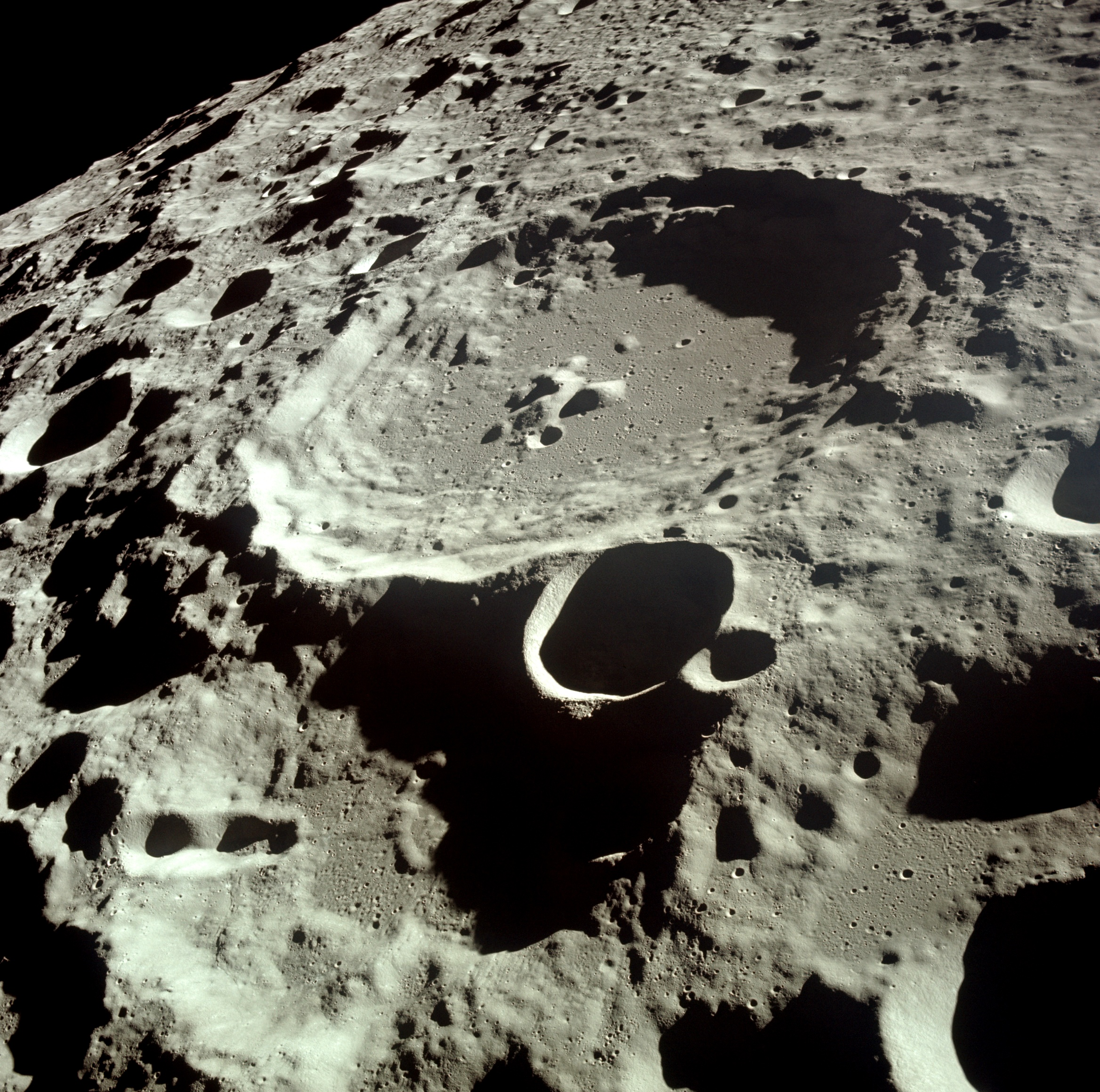
Лунный кратер Дедал (диаметр — 93 км, глубина — 3 км). Фото НАСА.

Исследование Луны — исследование спутника Земли с помощью космических аппаратов и оптических приборов.
Изначально единственным методом изучения Луны человечеством было визуальное наблюдение. Изобретение Галилеем телескопа в 1609 году позволило добиться значительного прогресса в наблюдениях. Сам Галилей использовал свой телескоп для исследования гор и кратеров на лунной поверхности.
Исследования спутника Земли с использованием космических аппаратов началось 13 сентября 1959 года с жесткой посадки советской автоматической станции «Луна-2» на поверхность спутника.
В 1969 году состоялась высадка человека на Луну, началось изучение спутника с его поверхности.
В настоящее время несколько космических держав имеют планы по возобновлению пилотируемых полётов на Луну и созданию лунных баз.

## Древность и Средние века

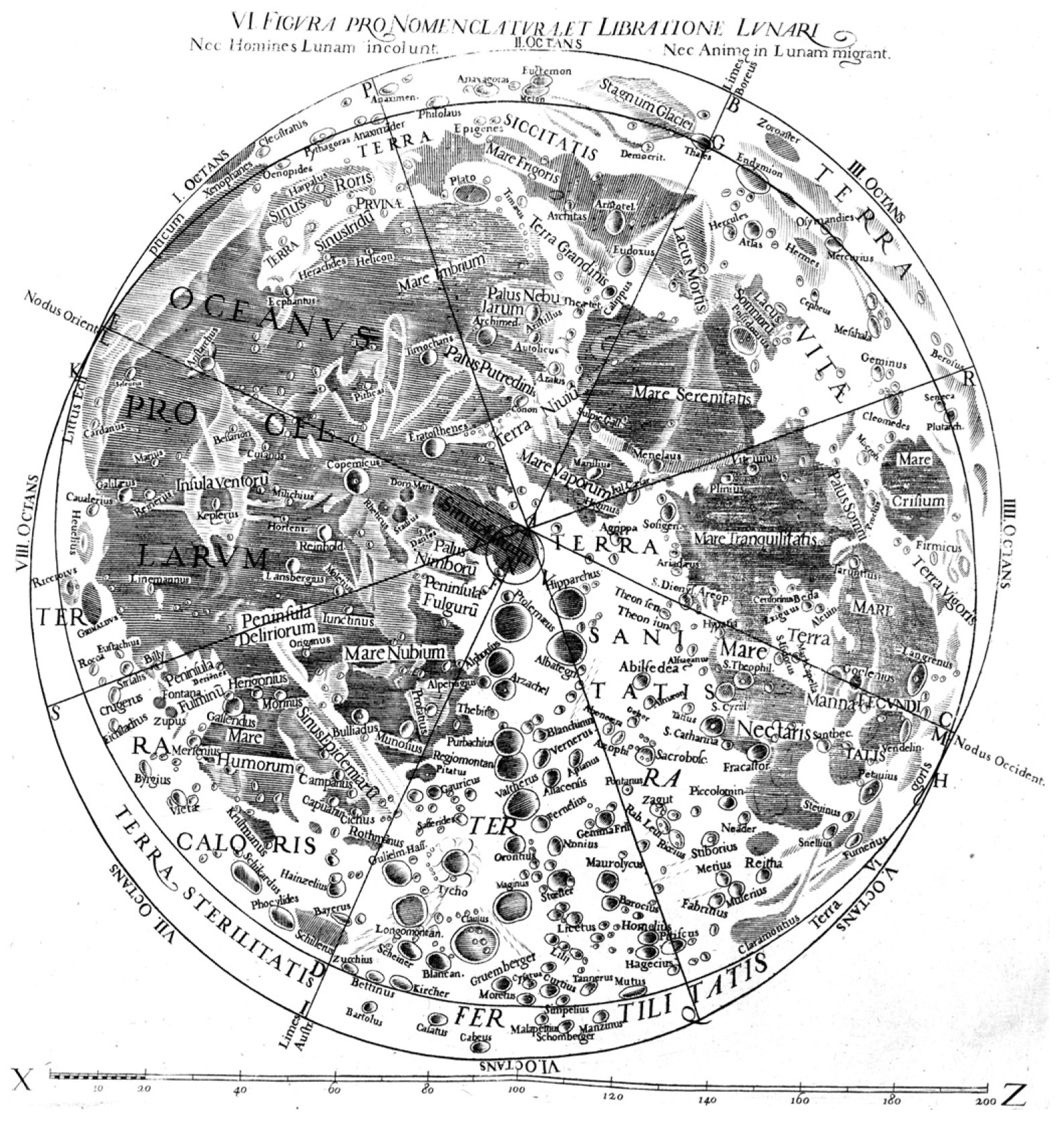
Карта Джованни Риччиоли

Луна привлекала внимание людей с древних времён. Во II в. до н. э. Гиппарх исследовал движение Луны по звёздному небу, определив наклон лунной орбиты относительно эклиптики, размеры Луны и расстояние от Земли, а также выявил ряд особенностей движения.
Полученную Гиппархом теорию развил впоследствии астроном из Александрии Клавдий Птолемей во II веке н. э., написав об этом книгу «Альмагест». Данная теория множество раз уточнялась, и в 1687 году, после открытия Ньютоном закона всемирного тяготения, из чисто кинематической, описывающей геометрические свойства движения, теория стала динамической, учитывающей движение тел под действием приложенных к ним сил.
Изобретение телескопов позволило различать более мелкие детали рельефа Луны. Одну из первых лунных карт составил Джованни Риччиоли в 1651 году, он же дал названия крупным тёмным областям, наименовав их «морями», чем мы и пользуемся до сих пор. Данные топонимы отражали давнее представление, будто погода на Луне схожа с земной, и тёмные участки якобы были заполнены лунной водой, а светлые участки считались сушей. Однако в 1753 году хорватский астроном Руджер Бошкович доказал, что Луна не имеет атмосферы. Дело в том, что при покрытии звёзд Луной те исчезают мгновенно. Но если бы у Луны была атмосфера, то звезды бы погасали постепенно. Это свидетельствовало о том, что у спутника нет атмосферы. А в таком случае жидкой воды на поверхности Луны быть не может, так как она мгновенно бы испарилась.
С лёгкой руки того же Джованни Риччиоли кратерам стали давать имена известных учёных: от Платона, Аристотеля и Архимеда до Вернадского, Циолковского и Павлова.

## XIX век

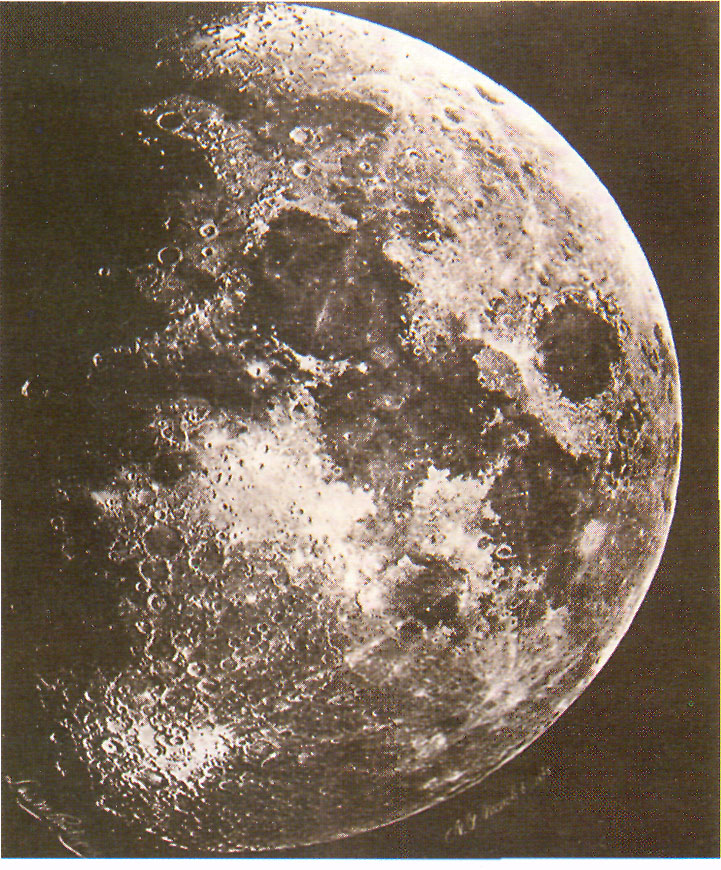
Фотография Луны, сделанная Льюисом Резерфордом в 1865 году

Новым этапом исследования Луны стало применение фотографии в астрономических наблюдениях, начиная с середины XIX века. Это позволило более детально анализировать поверхность Луны по подробным фотографиям. Такие фотографии были сделаны, в частности, Уорреном де ла Рю (1852) и Льюисом Резерфордом (1865). В 1881 Пьер Жансен составил детальный «Фотографический атлас Луны».
В 1811 году французский астроном Франсуа Араго открыл явление поляризации света, отражённого поверхностью Луны. Лунный свет поляризован в очень малой степени: максимальная доля поляризованной составляющей составляет 3,5 % (зарегистрирована для тёмного участка в Океане Бурь в синем свете при определённых фазах Луны). Причина такой слабой поляризации заключается в том, что Луна отражает свет в основном диффузно. Свет, отражённый от разных объектов с более гладкой поверхностью (для которых справедливы формулы Френеля), при достаточно больших углах падения бывает поляризован намного сильнее.
В 1822 году немецкий астроном Франц фон Груйтуйзен обнаружил, а затем и сообщил об открытии лунного города, расположенного к северу от кратера Шрётер, названного им Валлверк (сейчас это образование известно под названием Город Груйтуйзена). Это открытие стало большой сенсацией и вызвало множество споров; наблюдения более мощными телескопами опровергли искусственную природу этого образования.

## XX век
С началом космической эры количество наших знаний о Луне значительно увеличилось: стал известен состав лунного грунта, учёные получили его образцы, составлена карта обратной стороны спутника, обнаружено наличие водного льда на поверхности.

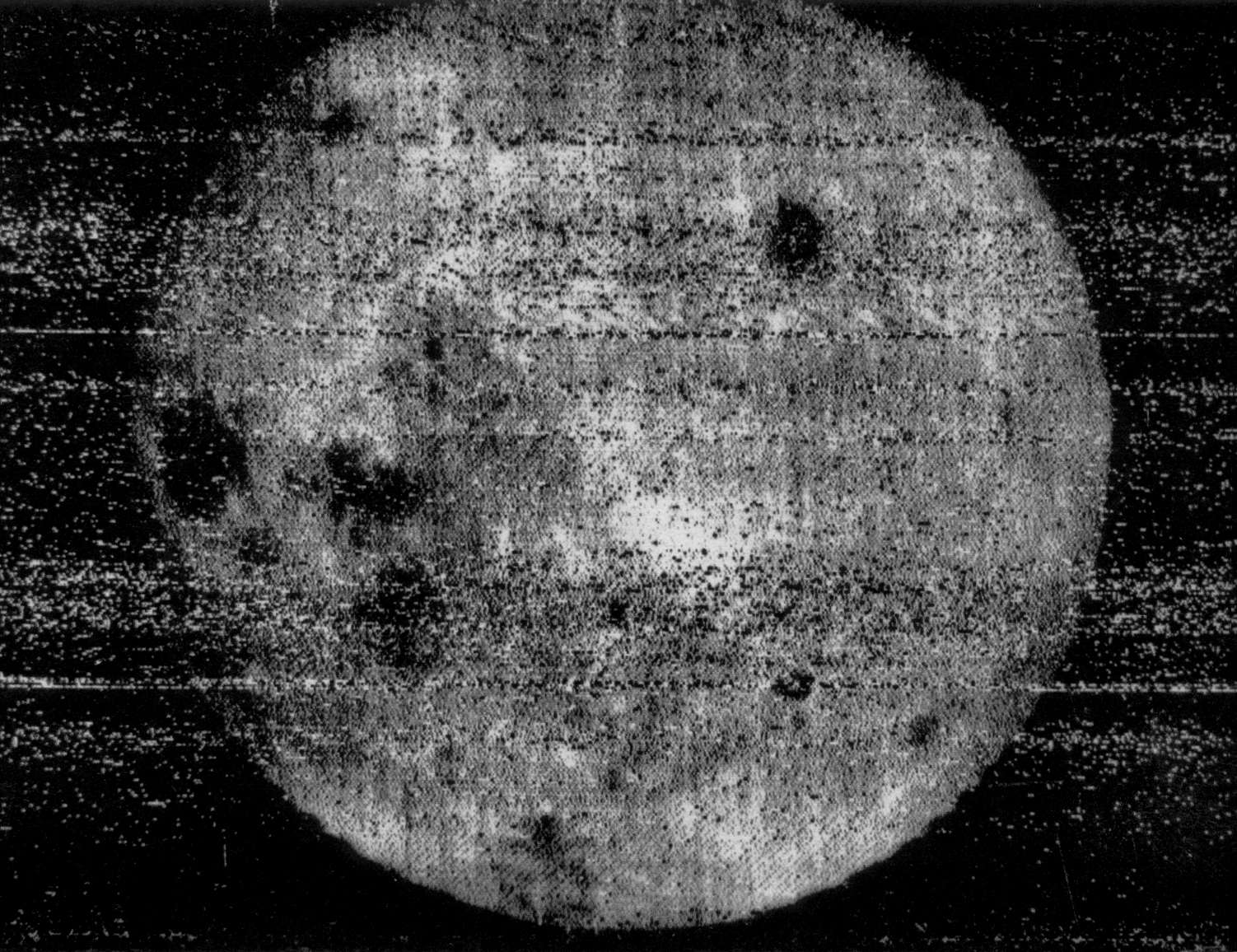
Первое изображение обратной стороны Луны, переданное АМС Луна-3.

Первые попытки достичь поверхности Луны при помощи автоматических межпланетных станций произошли с августа по декабрь 1958 года. В этот период в силу различных обстоятельств были потеряны две серии первых лунных автоматических аппаратов производства США и СССР. В частности были утеряны аппараты:
- Пионер-0;
- Луна-1А;
- Луна-1B;
- Пионер-1;
- Пионер-2;
- Луна-1С;
- Пионер-3.

Причинами неудач послужили аварии ракет-носителей и неисправности третьей ступени (Пионер-1 и −2). Пионер-3 не достиг поверхности спутника земли из за недобора скорости (неисправность третьей ступени РН).
Советская АМС «Луна-1», которая 2 января 1959 года впервые вышла на расчётную орбиту по направлению к Луне, оказалась первым земным аппаратом, набравшим вторую космическую скорость. Однако, ошибка в расчётах, не учитывающая время прохождения сигнала от Земли до АМС, не позволила аппарату выполнить необходимый манёвр точно в срок, в результате чего АМС прошла мимо цели и стала первым искусственным спутником Солнца. Остальные задачи миссии в том числе серия научных экспериментов, среди которых впервые были произведены прямые измерения параметров солнечного ветра были выполнены в полном объёме. Аппаратура АМС отработала штатно.
Поверхности Луны 14 сентября 1959 года впервые достигла советская автоматическая межпланетная станция «Луна-2», доставив в район вблизи кратеров Аристилл, Архимед и Автолик вымпел с изображением герба СССР. В процессе полёта АМС также произвела серию научных исследований.
Обратную сторону Луны впервые удалось запечатлеть в 1959 году, когда советская станция «Луна-3» пролетела над ней и сфотографировала невидимую с Земли часть её поверхности. Для съемки использовалась фотоплёнка, которая проявлялась сразу на борту космического аппарата и использовалась как запоминающее устройство. Затем она сканировалась телефотометром, и уже результаты сканирования отправлялись по радиосигналу на Землю. Поскольку советская плёнка не отвечала нужным требованиям по качеству, инженеры использовали для аэрофотосъемки американскую, которую извлекли из сбитых воздушных шаров-разведчиков, которые запускались США над территорией СССР.
Первая в мире мягкая посадка на Луну была совершена 3 февраля 1966 года спускаемым аппаратом — автоматической лунной станцией (АЛС) из состава советской АМС «Луна-9», которая также впервые передала изображения поверхности другого небесного тела.
17 ноября 1970 года станция АМС «Луна-17» с первым в мире дистанционно-управляемым самоходным аппаратом (планетоходом) «Луноход-1» благополучно прилунилась в Море Дождей. «Луноход-1» проработал на Луне одиннадцать лунных дней (10,5 земных месяцев) и проехал 10 540 м. В процессе работы аппарат совершил оценки проходимости лунного грунта, отработал 537 циклов определения физико-механических свойств поверхностного слоя (реголита), провёл его химический анализ в 25 различных точках и произвёл панорамную съёмку поверхности Луны.
В начале 1960-х годов было очевидно, что в освоении космоса США отстают от СССР. Дж. Кеннеди заявил — высадка человека на Луну состоится до 1970 года. Для подготовки к пилотируемому полёту НАСА выполнило несколько программ АМС: «Рейнджер» (1961—1965, фотографирование поверхности), «Сервейер» (1966—1968, мягкая посадка и съёмки местности) и «Лунар орбитер» (1966—1967, детальное изображение поверхности Луны). Также в 1965—1966 гг был проект НАСА MOON-BLINK по исследованию необычных явлений (аномалий) на поверхности Луны. Работы выполнялись Trident Engineering Associates (Аннаполис, штат Мэриленд) в рамках контракта NAS 5-9613 от 1 июня 1965 года с Goddard Space Flight Center (Гринбелт, штат Мэриленд).
Ставшая успешной американская программа пилотируемых полётов на Луну называлась «Аполлон». Первый в мире облёт Луны состоялся в декабре 1968 года на пилотируемом корабле Аполлон-8. После репетиционного полёта в мае 1969 года к Луне без высадки на неё корабля Аполлон-10, первая в мире высадка на Луну произошла 20 июля 1969 года на корабле Аполлон-11 (первым человеком, ступившим 21 июля на поверхность Луны, стал Нил Армстронг, вторым — Эдвин Олдрин; третий член экипажа Майкл Коллинз оставался в орбитальном модуле); последняя шестая — в декабре 1972 года. Таким образом, Луна — единственное небесное тело, на котором побывал человек, и первое небесное тело, образцы которого были доставлены на Землю (США доставили 380 килограммов, СССР — 324 грамма лунного грунта).
 В ходе аварийного полёта «Аполлона-13» высадка на Луну не производилась. В ходе последних трёх полётов по программе использовались управляемые высадившимися астронавтами лунные электромобили. Находившиеся в высокой степени готовности три дополнительные полёта по программе (Аполлон-18…20) были отменены. Существуют конспирологические утверждения о т. н. «лунном заговоре», что высадки на Луну лишь инсценировались, но реально не производились, или что вышесказанное было умышленной дезинформацией, а программа «Аполлон» была свёрнута ввиду обнаружения инопланетного присутствия на Луне.
Ввиду возникшего отставания от США две советские лунные пилотируемые программы — лунно-облётная Л1 и лунно-посадочная Л3 — были прекращены на этапе отработки беспилотных полётов кораблей без достижения целевого результата. Также не были реализованы разрабатывавшийся как развитие программы Л3 первый в мире детальный проект лунной базы «Звезда» и предложенные последующие проекты лунных экспедиций Л3М и ЛЭК. В ряду многочисленных лунно-посадочных и лунно-орбитальных станций «Луна» СССР обеспечил автоматическую доставку на Землю образцов лунного грунта на АМС Луна-16, Луна-20, Луна-24 и проводил исследования на поверхности Луны также с помощью двух радиоуправляемых самоходных аппаратов-луноходов: «Луноход-1», запущенный к Луне в ноябре 1970 года и «Луноход-2» — в январе 1973 г. «Луноход-1» работал 10,5 земного месяца, «Луноход-2» — 4,5 земного месяца (то есть 5 лунных дней и 4 лунные ночи). Оба аппарата собрали и передали на Землю большое количество данных о лунном грунте и множество фотоснимков деталей и панорам лунного рельефа:26.
После того как в августе 1976 года последняя советская станция «Луна-24» доставила на Землю образцы лунного грунта, следующий аппарат — японский спутник «Hiten» — полетел к Луне лишь в 1990 году. Далее были запущены два американских космических аппарата — Clementine в 1994 году и Lunar Prospector в 1998 году.
Размещённым здесь оптическим телескопам не пришлось бы пробиваться сквозь плотную и вносящую помехи земную атмосферу. А для радиотелескопов Луна послужила бы естественным щитом из твёрдых горных пород толщиной 3500 км, который прикрыл бы их от большинства радиопомех с Земли.

## XXI век
После окончания советской космической программы «Луна» и американской «Аполлон» исследования Луны с помощью космических аппаратов были практически прекращены. Но в начале XXI века Китай опубликовал свою программу освоения Луны, включающую после доставки лунохода и отправки грунта на Землю затем экспедиции на Луну и постройку обитаемых лунных баз. Считается, что это подтолкнуло другие ведущие космические державы ко вступлению во «вторую лунную гонку». О планах будущих лунных экспедиций заявили Россия, Европа, Индия, Япония, а президент Дж. Буш 14 января 2004 года объявил, что США начинают масштабную детальную программу «Созвездие» с созданием новых ракет-носителей и пилотируемых космических кораблей, способных к 2020 году доставить на Луну людей и большие обитаемые луноходы, с целью заложить первые лунные базы. Программа «Созвездие» в лунной части была отменена через 5 лет президентом Бараком Обамой. В мае 2019 года в рамках новой американской лунной программы «Артемида» (названной в честь греческой богини охоты, сестры Аполлона) 11 компаний, отобранных НАСА (Aerojet Rocketdyne, Blue Origin, Boeing, Dynetics, Lockheed Martin, Masten Space Systems, Northrop Grumman Innovation Systems, OrbitBeyond, Sierra Nevada Corporation, SpaceX и SSL), начали разработку и производство прототипов космических аппаратов для высадки на Луну. На создание прототипа корабля было отведено шесть месяцев. Высадка астронавтов на луну ожидается к 2024 году с помощью РН SLS, корабля «Орион» и окололунной станции-шлюз.
Европейское космическое агентство 28 сентября 2003 года запустило к Луне свою первую автоматическую межпланетную станцию (АМС) «Смарт-1». 14 сентября 2007 года Япония запустила вторую АМС для исследования Луны «Кагуя». А 24 октября 2007 года в лунную гонку вступила и КНР — был запущен первый китайский спутник Луны «Чанъэ-1». С помощью этой и следующей станций учёные создают объёмную карту лунной поверхности, что в будущем может поспособствовать амбициозному проекту колонизации Луны. 22 октября 2008 года была запущена первая индийская АМС «Чандраян-1». В 2010 году Китай запустил вторую АМС «Чанъэ-2».

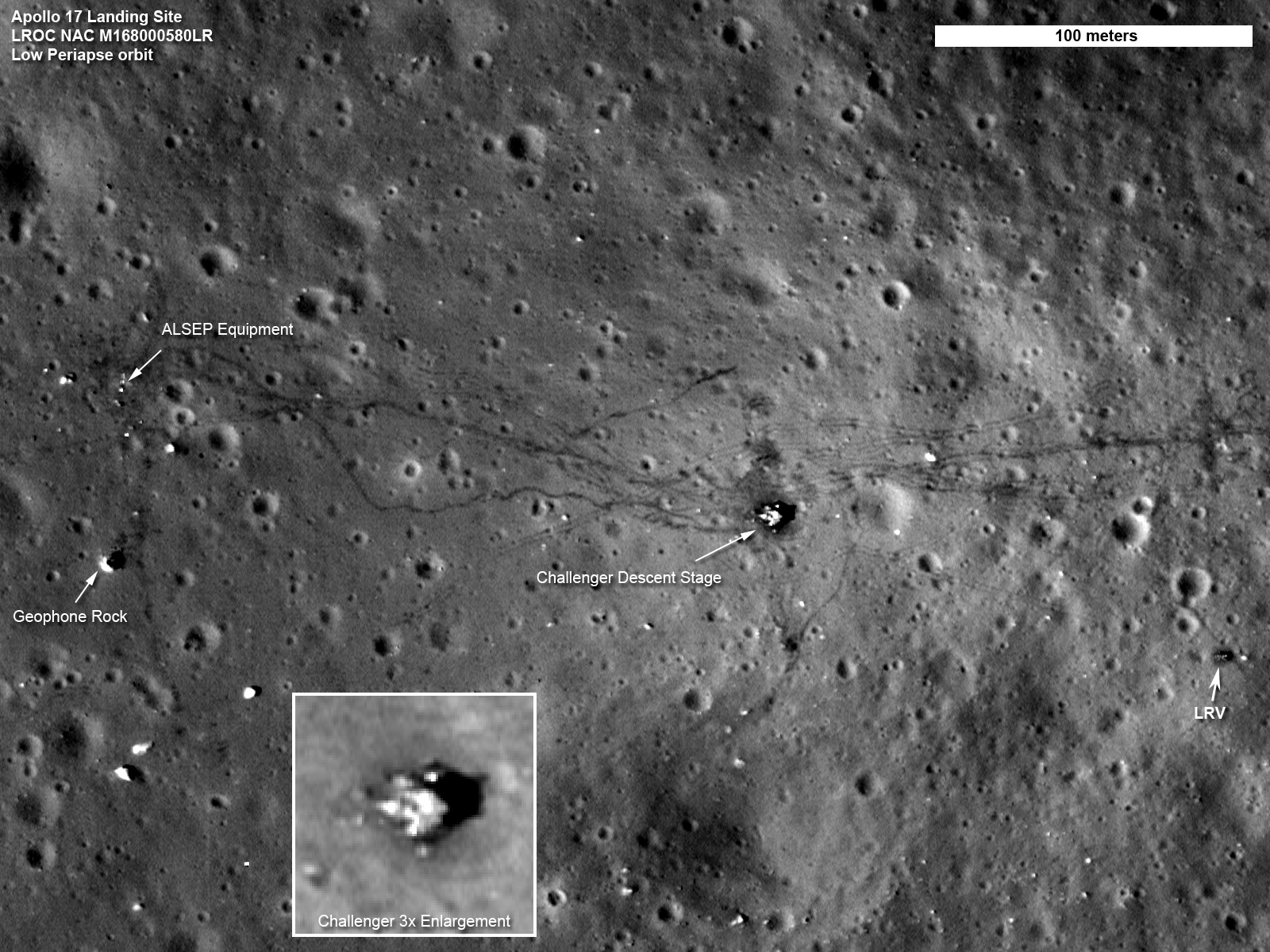
Место посадки экспедиции Аполлон-17. Видны: спускаемый модуль, исследовательское оборудование ALSEP, следы колёс автомобиля и пешие следы космонавтов.
Снимок КА LRO, 4 сентября 2011 года.

18 июня 2009 года, НАСА были запущены лунные орбитальные зонды — Lunar Reconnaissance Orbiter (LRO) и Lunar Crater Observation and Sensing Satellite (LCROSS). Спутники предназначены для сбора информации о лунной поверхности, поиска воды и подходящих мест для будущих лунных экспедиций. К сорокалетию полёта Аполлона-11 автоматическая межпланетная станция LRO выполнила специальное задание — провела съёмку районов посадок лунных модулей земных экспедиций. В период с 11 по 15 июля LRO сделала и передала на Землю первые в истории детальные орбитальные снимки самих лунных модулей, посадочных площадок, элементов оборудования, оставленных экспедициями на поверхности, и даже следов тележки, ровера и самих землян. За это время были отсняты 5 из 6 мест посадок: экспедиции Аполлон-11, 14, 15, 16, 17. Позднее КА LRO выполнил ещё более подробные снимки поверхности, где ясно видно не только посадочные модули и аппаратуру со следами лунного автомобиля, но и пешие следы самих космонавтов. 9 октября 2009 года космический аппарат LCROSS и разгонный блок «Центавр» совершили запланированное падение на поверхность Луны в кратер Кабеус, расположенный примерно в 100 км от южного полюса Луны, а потому постоянно находящийся в глубокой тени. 13 ноября НАСА сообщило о том, что с помощью этого эксперимента на Луне обнаружена вода.
К изучению Луны приступают частные компании. Был объявлен всемирный конкурс Google Lunar X PRIZE по созданию небольшого лунохода, в котором участвуют несколько команд из разных стран, в том числе российская Селеноход. В 2014 году появилась первая частная лунно-облётная АМС (Manfred Memorial Moon Mission). Есть планы по организации космического туризма с полётами вокруг Луны на российских кораблях — сначала на модернизированных «Союзах», а затем на разрабатываемых перспективных универсальных ПТК НП («Русь»).
США собираются продолжать исследования Луны автоматическими станциями GRAIL (запущенной в 2011 году), LADEE (запущенной в 2013 году) и другими. Китай запустил свою первую лунно-посадочную АМС «Чанъэ-3» с первым луноходом в декабре 2013 года и первую лунно-облётную АМС с возвращаемым аппаратом в 2014 году, затем в декабре 2018 прошёл запуск «Чанъэ-4» с луноходом «Юйту-2», а далее планирует АМС, возвращающую лунный грунт, к 2019 году в преддверии пилотируемых полётов около 2025 года и строительства лунной базы к 2050 году Япония объявила о будущих исследованиях Луны роботами. Индия планирует миссию в 2017 году своего орбитального аппарата «Чандраян-2» и небольшого лунохода, доставляемого российской АМС «Луна-Ресурс», и дальнейшие исследования Луны вплоть до пилотируемых экспедиций. Россия сначала запускает многоэтапную программу исследования Луны автоматическими станциями «Луна-Глоб» в 2015 году, «Луна-Ресурс-2» и «Луна-Ресурс-3» с луноходами в 2020 и 2022 гг, «Луна-Ресурс-4» по возврату собранного луноходами грунта в 2023 году, а затем планирует пилотируемые экспедиции в 2030-х гг.
Не исключено, что на Луне может находиться не только серебро, ртуть и спирты, но и прочие химические элементы и соединения. Водяной лёд, молекулярный водород, найденные благодаря миссии LCROSS и LRO в лунном кратере Кабеус указывают на то, что на Луне действительно есть ресурсы, которые могут быть использованы в будущих миссиях. Анализ топографических данных, присланных аппаратом LRO, и гравитационные измерения «Кагуя» показали, что толщина коры на обратной стороне Луны непостоянна и меняется с широтой места. Самые толстые участки коры соответствуют наибольшим возвышенностям, что характерно и для Земли, а самые тонкие обнаружены в приполярных широтах.

## Хронология миссий к Луне
Важнейшие успешные и частично успешные миссии:

### 1950-е
- Пионер-3 — 6 декабря 1958. Изучение Луны с пролётной траектории. Из-за недобора скорости не достиг орбиты Луны, максимальное удаление от Земли составило 102 320 км. В ходе полёта обнаружил второй радиационный пояс Земли. Сгорел в верхних слоях атмосферы через день после запуска.
- Луна-1 — 2 января 1959. В целях полёта ставилась задача достижения станцией поверхности Луны. Попадания не произошло, так как в циклограмму полёта закралась ошибка. Но несмотря на то, что станция на Луну не попала, на выполнении бортовых экспериментов указанная наземная ошибка не сказалась. Был зарегистрирован внешний радиационный пояс Земли, осуществлены первые прямые измерения параметров солнечного ветра в межпланетном пространстве Луны и Земли, установлено отсутствие у Луны значительного магнитного поля. «Луна-1» также стала первым в мире космическим аппаратом, достигшим второй космической скорости, преодолевшим притяжение Земли и ставшим искусственным спутником Солнца.
- «Пионер-4» — 3 марта 1959. Аппарат аналогичен Пионеру-3. Исследовал радиационную обстановку около Луны с пролётной траектории. Минимальное расстояние до Луны составило 60 050 км, что не позволило задействовать фотоэлектрический сенсор и получить фотографии. После пролёта Луны вышел на гелиоцентрическую орбиту, став первым американским аппаратом и вторым в мире после советского, развившим вторую космическую скорость.
- Луна-2 — 12 сентября 1959. Первый в истории человечества рукотворный объект, достигший поверхности другого космического тела. Одним из основных научных достижений миссии было прямое измерение солнечного ветра. На поверхность Луны был также доставлен вымпел с изображением герба СССР.
- Луна-3 — 4 октября 1959. В ходе полёта были впервые получены изображения обратной стороны Луны. Несмотря на плохое качество, полученные снимки обеспечили Советскому Союзу приоритет в наименовании объектов на поверхности Луны. В очередной раз было продемонстрировано первенство СССР в космической гонке.

### 1960-е
- Рейнджер-7 — 28 июля 1964. Фотографирование лунной поверхности.
- Рейнджер-8 — 17 февраля 1965. Фотографирование лунной поверхности.
- Рейнджер-9 — 21 марта 1965. Фотографирование лунной поверхности.
- Зонд-3 — 18 июля 1965. Фотографирование обратной стороны Луны и другие научно-технические задачи. По фотографиям, сделанным АМС «Луна-3» и «Зонд-3», Государственным астрономическим институтом им. П. К. Штернберга был выпущен «Атлас обратной стороны Луны» с каталогом, содержащим описания около 4000 впервые обнаруженных образований[21].
- Луна-9 — 31 января 1966. 3 февраля 1966 года советская станция «Луна-9» впервые в мире совершила мягкую посадку на поверхности Луны в Океане Бурь. Со станцией были проведены 7 сеансов связи общей продолжительностью более 8 часов. Во время этих сеансов АМС передавала панорамное изображение поверхности Луны в районе места посадки.
- Луна-10 — 31 марта 1966. Первый в мире искусственный спутник Луны. Проведены исследования Луны и окололунного пространства.
- Сервейер-1 — 30 мая 1966. Первый для США спускаемый аппарат, совершивший мягкую посадку на небесное тело. Исследование Луны с её поверхности.
- Луна-11 — 27 августа 1966. Искусственный спутник Луны. Фотосъёмка поверхности Луны. Через месяц упала на поверхность Луны.
- Луна-12 — 22 октября 1966. Искусственный спутник Луны. Фотосъёмка и спектрометрия поверхности Луны. Через 3 месяца упала на поверхность Луны.
- Луна-13 — 21 декабря 1966. Мягкая посадка на поверхность Луны. Исследование плотности и прочности грунта.
- Космос-146 — 10 марта 1967. Испытание 4-й ступени (Блок Д) ракеты-носителя УР-500, 1-й запуск прототипа лунного корабля «Союз 7К-Л1». Корабль выведен на траекторию полёта к Луне, после чего миссия завершилась.
- Сервейер-3 — 17 апреля 1967. Совершил мягкую посадку на поверхность Луны, собрал пробы грунта, передал на Землю изображение проб грунта и лунной поверхности. Миссия не завершена из-за отказа системы электропитания.
- Эксплорер-35 — 19 июля 1967. Изучение окололунного и межпланетного пространства.
- Сервейер-5 — 8 июля 1967. Совершил мягкую посадку на поверхность Луны, провёл химический анализ проб грунта, передал на Землю изображение лунной поверхности и неба. Нештатная ситуация: течь гелия в системе посадочных двигателей, отклонение от планируемой точки посадки на 29 км.
- Сервейер-6 — 7 ноября 1967. Совершил мягкую посадку на поверхность Луны, впервые в мире поднялся с поверхности Луны и переместился в другую точку, провёл химический анализ проб грунта, передал на Землю изображение лунной поверхности. Связь с аппаратом прервалась из-за отказа системы электропитания.
- Сервейер-7 — 7 января 1968. Мягкая посадка на Луну, изучение свойств Луны. «Сервейер-7» передал на Землю 21091 изображение лунной поверхности и другую полезную информацию.
- Зонд-4 — 2 марта 1968. 3-й запуск прототипа лунного корабля «Союз 7К-Л1», ракета-носитель «Протон». С помощью «Блока Д» выведен на высокоэллиптическую орбиту с апогеем около 300 тысяч километров, но, из-за отказа системы ориентации облёт Луны не осуществлялся. Посадка на Землю прошла в нештатном режиме спускаемый аппарат подорван системой самоликвидации.
- Луна-14 — 7 апреля 1968. Эксперименты, проведённые на станции, позволили сделать окончательный выбор материалов для уплотнений приводов колёс, а также подшипников для шасси «Лунохода». Были получены уточнённые данные по определению гравитационного поля Луны и для построения точной теории движения Луны. В интересах будущих пилотируемых экспедиций на Луну были проведены измерения потоков заряженных частиц, идущих от Солнца и космических лучей.
- Зонд-5 — 15-21 сентября 1968. Беспилотный облёт и фотографирование Луны с возвращением на Землю. 8-й полёт пилотируемого космического корабля Л1.
- Зонд-6 — 10-17 ноября 1968. Беспилотный облёт и фотографирование Луны с возвращением на Землю. 9-й запуск корабля Л1. Одной из основных задач было исследование радиационной обстановки у Луны с использованием биологических объектов[22]. При возвращении на Землю спускаемый аппарат разбился из-за преждевременного отстрела парашюта.
- Аполлон-8 — 21 декабря, 1968. Пилотируемый космический корабль серии Аполлон, который впервые доставил людей на орбиту другого космического тела.
- Аполлон-9 — 3 марта 1969. Пилотируемый космический корабль, совершивший первый испытательный полёт на околоземной орбите в полной конфигурации (командный и лунный модули), в ходе подготовки экспедиций на Луну.
- Аполлон-10 — 18 мая 1969. Пилотируемый полёт на орбиту Луны, генеральная репетиция экспедиции без высадки на Луну.
- Аполлон-11 — 16—24 июля 1969. Доставка на Луну астронавтов. Первый пилотируемый полёт на Луну. Первый человек на Луне. Астронавты установили в месте посадки флаг США, разместили комплект научных приборов и собрали 21,55 кг образцов лунного грунта, которые были доставлены на Землю.
- Зонд-7 — 8-14 августа 1969. Успешная беспилотная отработка космического корабля Л1 с ракетой «Протон» по трассе Земля-Луна-Земля с возвращением на Землю.
- Аполлон-12 — 14 ноября 1969. Второй пилотируемый полёт на Луну. Вторая высадка людей на Луне.

### 1970-е
- Зонд-8 — 20-26 октября 1970. Последняя перед отменой советской лунной пилотируемой программы (успешная) автоматическая отработка космического корабля Л1 с ракетой «Протон» по трассе Земля-Луна-Земля с возвращением на Землю.
- Луна-16 — 12 сентября 1970. На Землю были доставлены образцы лунного грунта, взятые в районе Моря Изобилия. Общая масса колонки грунта, доставленной на Землю, составила 101 грамм. «Луна-16» стала первым автоматическим аппаратом, доставившим внеземное вещество на Землю.
- Луна-17 — 10 ноября 1970. Доставка первого лунохода на поверхность Луны. «Лунохо́д-1» (Аппарат 8ЕЛ № 203) — первый в мире планетоход, успешно работавший на поверхности другого небесного тела.
- Аполлон-14 — 31 января, 1971. Третий пилотируемый полёт на Луну. Третья высадка людей на Луне.
- Аполлон-15 — 26 июля, 1971. Четвёртый пилотируемый полёт на Луну. Четвёртая высадка людей на Луне. В этой миссии астронавтами впервые был испытан лунный автомобиль.
- Луна-19 — 28 сентября 1971. Искусственный спутник Луны. Изучение лунного гравитационного поля и составления карт масконов с орбиты.
- Луна-20 — 14 февраля 1972. Были переданы на Землю изображения лунной поверхности и произведён забор образцов лунного грунта. На Землю доставлена колонка лунного грунта массой 55 граммов.
- Аполлон-16 — 16 апреля, 1972. Пятый пилотируемый полёт на Луну. Пятая высадка людей на Луне. В распоряжении астронавтов (как и у экипажа предыдущей экспедиции) был лунный автомобиль, «Лунный Ровер № 2».
- Аполлон-17 — 7 декабря, 1972. Шестой пилотируемый полёт на Луну. Шестая (и последняя на 2025 год) высадка людей на Луне.
- Луна-21 — 8 января 1973. Доставка Лунохода-2 на поверхность Луны.
- Луна-22 — 29 мая 1974. Изучение лунного гравитационного поля и составления карт масконов с орбиты.
- Луна-23 — 28 октября 1974. Во время посадки станции было повреждено грунтозаборное устройство, что сделало невозможным выполнение основной программы полёта. Принято решение провести работу со станцией по сокращённой программе. 9 ноября 1974 года работа со станцией «Луна-23» была прекращена.
- Луна-24 — 9 августа 1976. На Землю доставлена колонка лунного грунта длиной около 160 сантиметров и весом 170 граммов. В результате анализа результатов этого полёта было впервые получено убедительное доказательство наличия на Луне воды — значительно раньше, чем в ходе американских аналогичных проектов Clementine (1994) и Lunar Prospector (1998)[23][24].

### 1990-е
- Хитэн (яп. ひてん — «Звёздная дева», изначальное название Muses-A[25]) — 24 января 1990. Исследование гравитационного поля Луны, изучение аэродинамического торможения в атмосфере Земли, измерения космической пыли в окрестностях Луны. Первая японская миссия к Луне.
- Клементина — 25 января 1994. Объединённая миссия Командования воздушно-космической обороны Северной Америки и НАСА по испытанию военных технологий и параллельного произведения детальной фотосъёмки поверхности Луны. Зонд Clementine передал на Землю около 1,8 млн снимков поверхности Луны. Первый зонд передавший научную информацию подтверждающую гипотезу о наличии воды на полюсах Луны[26].
- Lunar Prospector — 7 января 1998. Изучение поверхности, магнитного, гравитационного полей Луны и многое другое. В рамках программы миссии Lunar Prospector’у предстояло дополнить и уточнить изыскания Клементины, а главное — проверить наличие льда.
- Нодзоми (яп. のぞみ, Надежда) — 4 июля 1998. Изучение Луны с пролётной траектории. Аппарат должен был дважды пролететь возле Луны, затем во время пролёта у Земли получить дополнительный разгонный импульс, и после этого выйти на траекторию полёта к Марсу.

### 2000-е
- Смарт-1 (SMART-1) — 27 сентября 2003. Отработка новых двигателей, исследование Луны. Первая автоматическая станция Европейского космического агентства для исследования Луны.
- Кагуя (яп. かぐや) — 14 сентября 2007. Изучение происхождения Луны и её геологической истории. Получение данных о поверхности Луны. Выполнение радиоэкспериментов на орбите ИСЛ. Вместе с АМС «Кагуя» к Луне стартовали вспомогательные субспутники «Окина» и «Оюна»[27].
- Окина — «Окина» (первоначально назывался Rstar) — субспутник-ретранслятор сигнала Кагуя. 9 октября 2007 года отделился от АМС «Кагуя»[28], 12 февраля 2009 года совершил запланированное падение на поверхность Луны[29][30].
- Оюна — субспутник-ретранслятор сигнала Кагуя. Второй субспутник привлекался для более высокоточных измерений со сверхдлинной базой гравитационного поля Луны. Отделился от материнского корабля 12 октября 2007 года[31].
- Чанъэ-1 — 24 октября 2007. Комплексное изучение Луны. Первая китайская миссия к Луне.
- Чандраян-1 (санскр. चंद्रयान-1, «Лунный корабль»[32]) — 22 октября 2008. Общее изучение Луны, первая для Индии жёсткая посадка своего аппарата на небесное тело и первая миссия к Луне.
- Lunar Crater Observation and Sensing Satellite — 19 июня 2009. Определение химического состава грунта в районе южного полюса Луны
- Lunar Reconnaissance Orbiter — 19 июня 2009. Комплексное изучение Луны.

### 2010-е
- Чанъэ-2 — 1 октября 2010. Изучение условий и выбор подходящего места для посадки лунного аппарата «Чанъэ-3» в 2013 году.
- Gravity Recovery and Interior Laboratory — 10 сентября 2011. Программа изучения гравитационного поля и внутреннего строения Луны, реконструкции её тепловой истории. Программа реализовывалась парой космических аппаратов «Эбб» и «Флоу» («прилив» и «отлив»). С помощью аппаратов GRAIL было обнаружено, что толщина лунной коры была заметно переоценена.
- Lunar Atmosphere and Dust Environment Explorer (LADEE) — 7 сентября 2013. Изучение атмосферы Луны и испытания в области новейших технологий[33][34]. В октябре 2013 года были проведены испытания оптической связи, которые оказались крайне успешными — аппарату удалось поставить мировой рекорд скорости передачи данных в 622 мегабита в секунду[35].
- Чанъэ-3 — 1 декабря 2013. Главной задачей миссии Чанъэ-3 была успешная доставка на поверхность Луны 14 декабря первого китайского лунохода «Юйту» и первого лунного телескопа. В задачи «Чанъэ-3» также входит зондирование рельефа и геологического строения Луны, изучение полезных ископаемых и наблюдение земной ионосферы с поверхности Луны[36].
- Чанъэ-5Т1 и  Manfred Memorial Moon Mission — 23 октября 2014. Первая лунно-облётная АМС Китая с вернувшимся возвращаемым аппаратом, в некоторой степени подобная уменьшенному советскому кораблю для пилотируемых лунных облётов Л1 («Зонд»). Вместе с Чанъэ-5Т1 была запущена первая частная лунно-облётная АМС — Manfred Memorial Moon Mission.
- Чанъэ-4 — 7 декабря 2018. Задача миссии — провести радиоастрономические исследования, которые должны отличаться высокой точностью, так как сигналы с Земли не достигают обратной стороны Луны и, соответственно, не мешают наблюдениям. С другой стороны, из-за этого невозможна прямая связь между Землёй и китайским лунным зондом; для её обеспечения в мае 2018 года был запущен специальный спутник-ретранслятор «Цуэцяо». Осуществлена первая в истории посадка лунного модуля на обратную сторону Луны 3 января 2019 года. Кроме того, «Чанъэ-4» доставил в герметичном контейнере семена картофеля, резуховидки Таля (растения семейства капустных) и яйца шелкопряда — планируется проверка того, можно ли создать в космическом аппарате замкнутую экосистему, в которой личинки будут вырабатывать углекислый газ, а растения — превращать его в кислород. В мае 2019 года луноход «Юйту-2» обнаружил на обратной стороне луны два типа пород, в существовании которых учёные сомневались. Данная находка позволит изучить историю формирования Земли и её спутника[37].
- Берешит — 22 февраля 2019. Первая израильская лунная миссия. 11 апреля 2019 аппарат разбился при посадке[38].
- «Чандраян-2» — 22 июля 2019. Второй индийский лунный зонд. 20 августа 2019 года Чандраян-2 вышел на окололунную орбиту. 6 сентября 2019 года во время спуска на лунную поверхность посадочный модуль «Викрам» разбился об поверхность Луны[39].

### 2020-е
- Чанъэ-5 — 23 ноября 2020. Аппарат собрал образцы лунного грунта массой около 2 кг[40] и доставил их на Землю[41].
- Данури (KPLO) — 4 августа 2022. Искусственный спутник Луны[42].
- Артемида-1 — 16 ноября 2022. Первый запуск пилотируемого космического корабля Орион по облётной траектории вокруг Луны (с манекенами вместо экипажа) в рамках программы Артемида.
- Чандраян-3 — 14 июля 2023. Третий индийский лунный зонд. Посадка спускаемого модуля с луноходом произведена 23 августа 2023 года[43].
- SLIM — 6 сентября 2023. Автоматическая межпланетная посадочная станция JAXA. Посадка состоялась 19 января 2024 года[44].
- IM-1 — 15 февраля 2024. Американская миссия по посадке на южный полюс Луны[45][46]. 22 февраля 2024 совершена успешная посадка[47].
- Чанъэ-6 — 3 мая 2024. Миссия по возврату грунта с обратной стороны Луны[48]. 1 июня 2024 года состоялась мягкая посадка, 3 июня аппарат стартовал с Луны и 25 июня 2024 года вернулся на Землю.

- Blue Ghost M1 — 15 января 2025 года. Миссия в рамках программы CLPS, первая лунная миссия компании Firefly[49], запущена совместно с HAKUTO-R Misson 2 на Falcon 9[50].
- HAKUTO-R Misson 2 — 15 января 2025 года. Вторая посадочная миссия японской компании iSpace. Состоит из посадочного модуля и микро-лунохода[51][50].

### Планируемые миссии
- Blue Moon Pathfinder — август 2025 года. Беспилотная миссия посадочного модуля Blue Moon[52].
- Griffin Mission One — декабрь 2025 года[53]. Американский посадочный модуль в рамках программы CLPS.
- Берешит-2 — 2025 год. Израильский лунная миссия состоит из двух посадочных и одного орбитального модуля[54].
- Артемида-2 — апрель 2026 года[55]. Первый пилотируемый полет к Луне после окончания программы Аполлон. Пилотируемый облёт Луны.
- Чанъэ-7 — 2026 год. Миссия направлена на поиск и оценку ресурсов в околополярной области Луны[56].
- IM-3 —2026. Третья миссия Intuitive Machines в рамках CLPS.
- FLEX 1 — 2026 год. Миссия, планируемая американской компанией Astrolab, по доставке лунохода с 1,5 тоннами груза на поверхность Луны[57][58].
- Blue Ghost M2 — 2026 год. Вторая миссия в рамках программы CLPS компании Firefly.
- HLS Uncrewed Demo — 2026 год. Испытания системы посадки человека[59].
- Артемида-3 — середина 2027 года[55]. Высадка людей на поверхность Луны[60]. В качестве посадочного модуля планируется использовать Starship HLS[59].
- PPE+HALO — 2027 год. Запуск первых модулей орбитальной лунной станции Gateway[59].
- IM-4 —2027. Четвертая миссия Intuitive Machines в рамках CLPS.
- Чандраян-4— 2027 год. Планируемая мягкая посадка в районе южного полюса и возврат грунта с Луны[61].
- Луна-26 — 2027 год[62]. Российская орбитальная миссия к Луне.
- Артемида-4 — сентябрь 2028 года. Планируется доставить четырёх астронавтов и модуль I-Hab на лунную орбитальную станцию Gateway, а также высадить экипаж на поверхность Луны[63].
- SpaceX GLS-1 — 2028 год. Миссия снабжения станции Gateway[59].
- Луна-27 — 2028 год[62]. Российская посадочная миссия к Луне.
- Чанъэ-8 — 2028 год. Проведение экспериментов по использованию 3D-печати на Луне[64].
- Мэнчжоу — 2028 год. Пилотируемый облет Луны[65].
- LUPEX — 2028-2029 год. Индийско-японский аппарат для исследования южного полюса Луны, в аппарат так же войдет луноход, предназначенный для поиска льда[61].
- Артемида-5 — март 2030 года. Доставка четырех астронавтов к Gateway и модуль ESPRIT. В качестве системы посадки планируется использовать Blue Moon[59].
- Луна-28 — 2030 год[62]. Российская посадочная миссия к Луне.
- Мэнчжоу и Ланьюэ— 2030 год. Посадка тайконавтов на поверхность Луны[65].
- Луна-29 — после 2030 года. Российская посадочная миссия к Луне.